# Nyárfák (Monet festményei)
A Nyárfák Claude Monet impresszionista olajfestménye, a Nyárfa-sorozat része.
Monet 1891 nyarán és őszén, közvetlen a Kazlak sorozat nagy sikere után, egy újabb sorozat képet készített lakhelye közvetlen környezetében, igen hétköznapi témáról. A hatalmas nyárfák az Epte folyó partján álltak, követve annak S-kanyarulatát, néhány kilométerre Monet házától és műtermétől. A képek elkészítéséhez egy széles fenekű ladikot ideiglenes műteremként lehorgonyzott a vízen, és arra több állványt is felállított. A nyárfákat tulajdonosa, Limetz község Monet munkája közben eladta egy fakereskedőnek, aki azokat ki akarta termelni. Monet-nak néhány fát közülük ideiglenesen meg kellett vásárolnia, hogy be tudja fejezni festményeit.
Monet egy látogatójának elmondta: volt olyan fényeffektus, amelyik naponta csak 7 percig tartott, addig tudott dolgozni azon a bizonyos vásznon. Amikor aztán a napsugár elért egy bizonyos pontot, egy másik kép továbbfestésével folytatta munkáját. 
Az itt látható kép közeli „felvétel” négy fáról, amelyeknek csak a törzse látszik, viszont tükörképük folytatódik a vízen is.  
E festmény a New York-i Metropolitan múzeum tulajdona 1929 óta, amikor azt Mrs. H. O. Havemeyer gyűjteményének más darabjaival együtt a múzeumra örökítette.

## További képek a sorozatból

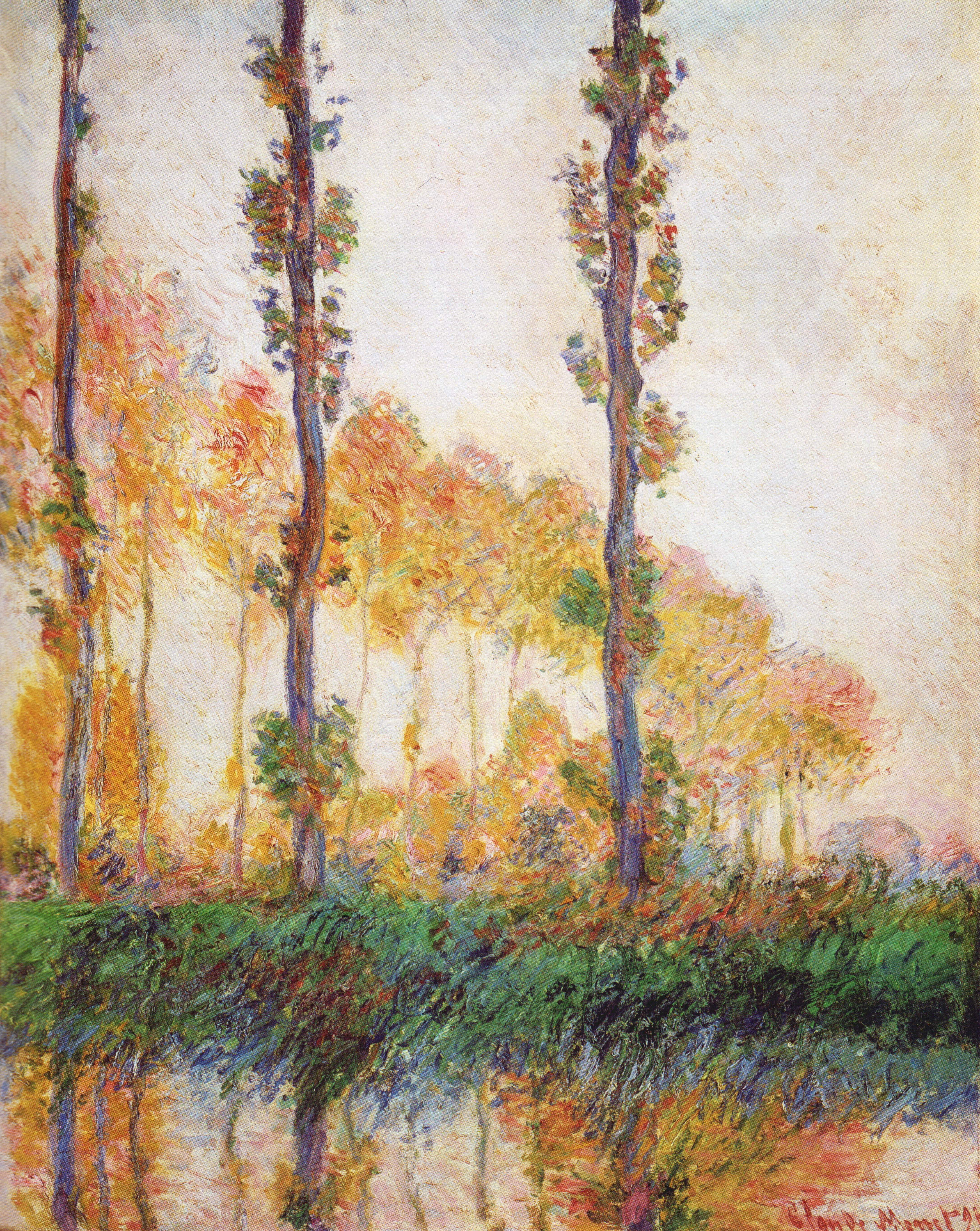
Nyárfák (ősz), 1891
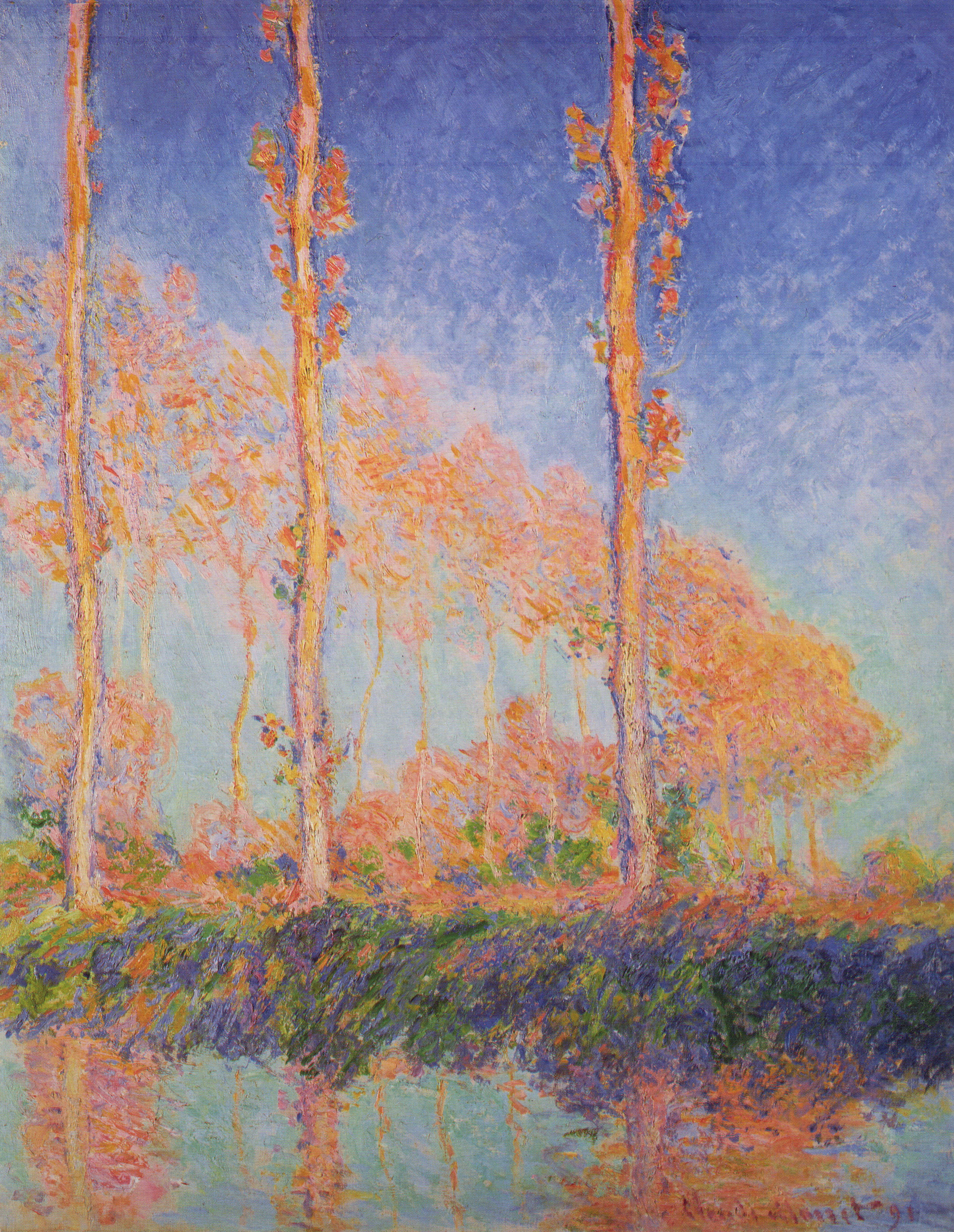
Nyárfák (ősz), 1891, Philadelphia Museum of Art
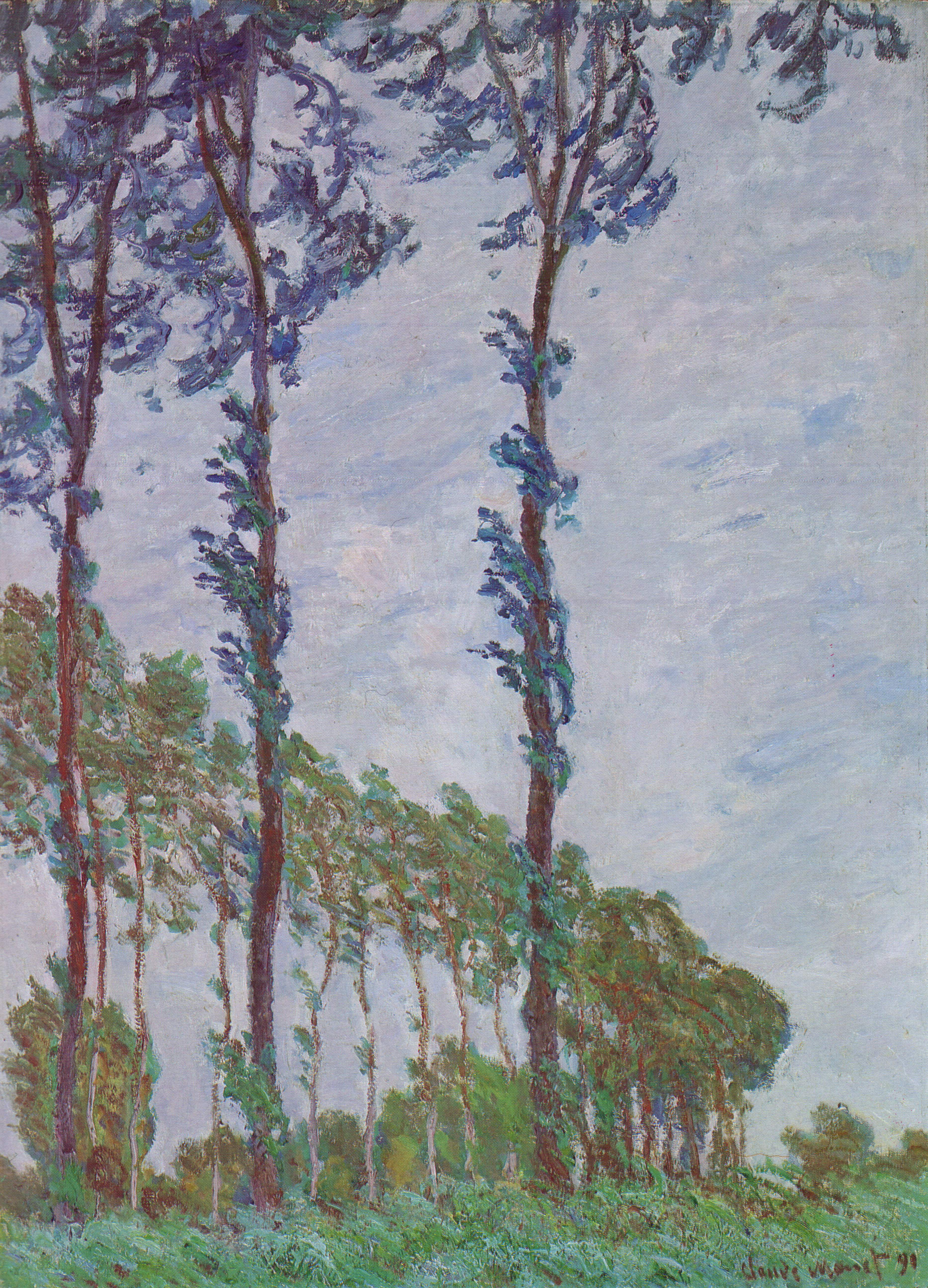
Nyárfák (A szél hatása), 1891
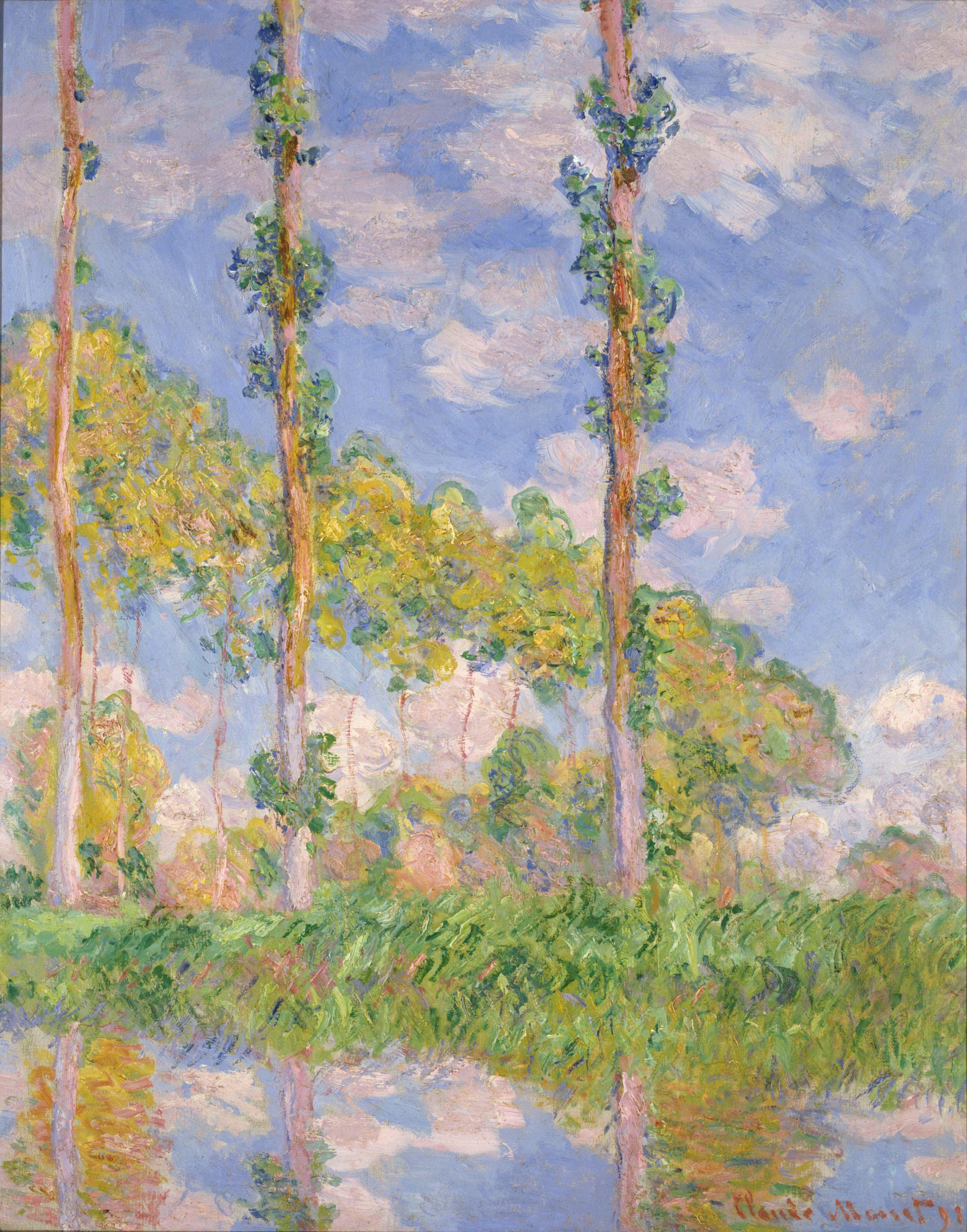
Nyárfák napfényben, 1891, The National Museum of Western Art, Tokió